# Bulbophyllum praetervisum
Bulbophyllum praetervisum är en orkidéart som beskrevs av Jaap J. Vermeulen. Bulbophyllum praetervisum ingår i släktet Bulbophyllum och familjen orkidéer. Inga underarter finns listade i Catalogue of Life.